# Lorenzo Prospero Bottini
Pour les articles homonymes, voir Bottini.
Lorenzo Prospero Bottini (né le 2 mars 1737 à Lucques et mort le 11 août 1818 à Rome) est un cardinal italien du XIXe siècle.

## Biographie
Lorenzo Prospero Bottini exerce diverses fonctions au sein de la Curie romaine, notamment comme secrétaire de la congrégation du Sainte Consulta. Le pape Pie VII le crée cardinal in pectore lors du consistoire du 8 mars 1816. Sa création est publiée le 1er octobre 1817.